# Engrescats de la URL
Els Engrescats de la URL són una colla castellera universitària de la Universitat Ramon Llull (URL), situada a Barcelona. Va ser fundada el 2013 i els seus millors castells són el 4 de 7, el pilar de 6 amb folre, el pilar de 5, la torre de 6 i la torre de 6 aixecada per sota. Vesteixen amb camisa de color groc. És una de les tres colles castelleres universitàries de la ciutat, juntament amb els Arreplegats de la Zona Universitària (1995) i els Trempats de la UPF (2014).
Principalment, els seus membres són estudiants de la Facultat de Psicologia, Ciències de l'Educació i de l'Esport (FPCEE) Blanquerna i de La Salle Campus Barcelona (llocs on habitualment s'assaja), a més d'altres centres adscrits a la URL. Com la resta de colles universitàries, la seva temporada té dos trams: el d'hivern (de novembre a desembre) i el de primavera (d'abril a maig).

## Història
La colla va ser fundada el 2013 per un grup d'estudiants de la FPCEE Blanquerna i començà els assajos el març d'aquell any. Durant la primavera del curs 2012-2013 assoliren els primers pilars de 4 i castells de 5.
El curs 2013-2014, la primera temporada sencera de la colla, començà el 16 de novembre del 2013 amb el primer 3 de 6 (i primer castell de 6) descarregat, en una diada benèfica per Càritas a Mataró. En les diades d'hivern posteriors s'assoliren els primers 4 de 6, 4 de 6 amb l'agulla, 3 de 6 amb l'agulla, 5 de 6 i pilar de 4 aixecat per sota. L'any següent, en el tram de primavera, s'aconseguí la millor actuació fins al moment descarregant el 4 de 6 amb l'agulla, el 5 de 6, i la primera torre de 6. En total, s'assoliren onze castells de 6.
El 15 de desembre del 2014 va ser acceptada com a colla membre de ple dret de la Coordinadora de Colles Castelleres de Catalunya (CCCC), havent superat el període de «colla en formació». En el moment d'ingrés fou la setanta-setena colla castellera de ple dret i la setena colla castellera universitària a formar-ne part. Tres dies més tard, el 18 de desembre, a la diada d'aniversari dels Arreplegats de la ZU i l'última del tram d'hivern, s'aconseguia la millor actuació fins al moment igualant els tres millors castells, amb el 4 de 6 amb l'agulla, el 5 de 6 i la torre de 6, i descarregant el primer pilar de 5 de la colla.
El 17 de desembre del 2015, a la diada d'hivern de la colla, es va assolir la millor actuació fins al moment descarregant, al primer intent, el 4 de 7 (i primer castell de 7), el primer 3 de 6 aixecat per sota, la torre de 6 i el pilar de 5.

## Castells
La taula de continuació mostra la data, la diada i la població en què s'han descarregat, i en què s'han carregat en cas d'haver succeït amb anterioritat, per primera vegada cadascuna de les construccions que la colla ha assolit a plaça.
| Construcció                            | Data                   | Diada                                                      | Població                                        |
| -------------------------------------- | ---------------------- | ---------------------------------------------------------- | ----------------------------------------------- |
| Torre de sis aixecada per sota         | 12 de Maig del 2016    | Diada de Primavera dels Engrescats de la URL               | Parc del Fòrum, Barcelona                       |
| Pilar de 6 amb folre                   | 12 de Maig del 2016    | Diada de Primavera dels Engrescats de la URL               | Parc del Fòrum, Barcelona                       |
| 4 de 7                                 | 17 de desembre de 2015 | II Diada d'hivern dels Engrescats de la URL                | La Salle, Barcelona                             |
| 3 de 6 aixecat per sota                | 17 de desembre de 2015 | II Diada d'hivern dels Engrescats de la URL                | La Salle, Barcelona                             |
| Pilar de 5                             | 18 de desembre de 2014 | XIX Aniversari dels Arreplegats de la Zona Universitària   | La Salle, Barcelona                             |
| Torre de 6                             | 15 de maig de 2014     | I Diada de primavera dels Engrescats de la URL             | La Salle, Barcelona                             |
| Pilar de 4 aixecat per sota            | 19 de desembre de 2013 | XVIII Aniversari dels Arreplegats de la Zona Universitària | Parc del Pou d'en Fèlix, Esplugues de Llobregat |
| 5 de 6                                 | 19 de desembre de 2013 | XVIII Aniversari dels Arreplegats de la Zona Universitària | Parc del Pou d'en Fèlix, Esplugues de Llobregat |
| 3 de 6 amb l'agulla                    | 5 de desembre de 2013  | Diada d'hivern dels Pataquers de la URV                    | Campus Catalunya, Tarragona                     |
| 4 de 6 amb l'agulla                    | 5 de desembre de 2013  | Diada d'hivern dels Pataquers de la URV                    | Campus Catalunya, Tarragona                     |
| Pilar de 4 aixecat per sota (carregat) | 28 de novembre de 2013 | Diada d'hivern dels Passerells del Tecnocampus             | Tecnocampus, Mataró                             |
| 4 de 6                                 | 28 de novembre de 2013 | Diada d'hivern dels Passerells del Tecnocampus             | Tecnocampus, Mataró                             |
| 3 de 6                                 | 16 de novembre de 2013 | Diada per Càritas                                          | Local dels Capgrossos de Mataró, Mataró         |
| Pilar de 4                             | 25 d'abril de 2013     | Diada de primavera dels Passerells del Tecnocampus         | Local dels Capgrossos de Mataró, Mataró         |

### Temporades
La taula a continuació mostra tots els castells de la colla presentats per temporades segons la base de dades de la Coordinadora de Colles Castelleres de Catalunya. No s'inclouen els castells inferiors al 4 de 6 (p. ex.: 2 de 5, 5 de 5 net, 9 de 5 net, etc.).
Actualitzat el 15 de setembre del 2022
| Castells descarregats «d», carregats «c», intents «i» i intents desmuntats «id» amb el format següent: d(c) iid |        |       |                           |     |        |      |      |     |                           |      |     |                           |          |
| Temp. | Diades | Pd4   | Pd4ps                     | 4d6 | 3d6    | 3d6a | 4d6a | 5d6 | 3d6ps                     | 2d6  | Pd5 | 4d7                       | Total    |
| 2012/13 | 1      | 1     |                           |     |        |      |      |     |                           |      |     |                           | 1        |
| 2013/14 | 8      | 8     | 3(1)                      | 1 1 | 2(1) 1 | 1    | 3    | 2   |                           | 1 1  |     |                           | 21(2) 12 |
| 2014/15 | 9      | 17(1) | 0,000_0,000_0,000_0,000 ! | 2 1 | 3      | 1    | 4    | 2   | 0,000_0,000_0,000_0,000 ! | 3 3  | 3 1 | 0,000_0,000_0,000_0,000 ! | 35(1) 23 |
| 2015/16 | 6      | 3     | 1                         | 2   | 1      | 2    | 1    | 1   | 1                         | 4    | 2   | 1                         | 19       |
| Any | Diades | Pd4   | Pd4ps                     | 4d6 | 3d6    | 3d6a | 4d6a | 5d6 | 3d6ps                     | 2d6  | Pd5 | 4d7                       | Total    |
| Total | 24     | 29(1) | 4(1)                      | 5 1 | 6(1) 1 | 4    | 8    | 5   | 1                         | 8 13 | 5 1 | 1                         | 71(3) 35 |